# چه اهمیتی داره؟
چه اهمیتی داره؟ (به انگلیسی: Who Cares?) یک فیلم گمشده صامت آمریکایی است که در سال ۱۹۱۹ منتشر شد. از بازیگران این فیلم می‌توان به کنستانس تلمج، هریسون فورد، اسپاتیسوود ایتکن و کلیر اندرسون اشاره کرد.